# 霍斯特·哈根
霍斯特·哈根（德語：Horst Hagen，1950年1月10日—），德国男子排球运动员。他曾代表东德国家队参加1972年夏季奥林匹克运动会排球比赛，获得一枚银牌。他也获得1970年世界男子排球锦标赛冠军。